# Забытый Феникс
«Забытый Феникс» (англ. Phoenix Forgotten) — американский фильм ужасов режиссёра Джастина Барбера. В США фильм вышел 21 апреля 2017 года.

## Сюжет
Софи Бишоп и ее бойфренд Дэн навещают родителей Софи в Финиксе, штат Аризона, в 20-ю годовщину исчезновения ее старшего брата Джоша. 13 марта 1997 года семья становится свидетелем огней Феникса во время вечеринки по случаю 6-летия Софи, а Джош записывает этот инцидент. Несколько странных огоньков появляются в виде" V " над городом, прежде чем исчезнуть, а за ними следуют истребители. Джош убеждается, что они были свидетелями НЛО, хотя другие остаются скептиками. Надеясь найти ответы на судьбу своего брата, Софи начинает просматривать все сохраненные видеозаписи Джоша.
В лентах Джош начинает исследовать Огни Феникса с помощью своих друзей Эшли и Марка. Эшли и Джош берут интервью у двух астрономов, которые теоретизируют, что огни были вспышками, сброшенными самолетами с близлежащей базы ВВС Люка. Однако Эшли и Джоша это не убедило. Несколько дней спустя над Мезой появляются еще более загадочные огни. Надеясь запечатлеть огни на пленке и в лучшем качестве, Джош, Эшли и Марк едут в Месу. По прибытии троица поднимается на холм на окраине города, прежде чем замечает вдалеке прожектор, обращенный к Скай-Уорду. Любопытная троица направляется к прожектору, где они находят собрание помощников шерифа и таинственных людей. Джош замечает, что у машин, принадлежащих этим людям, нет номерных знаков. Затем группа замечается мужчинами, заставляя их бежать. На следующий день Джош вычерчивает видимый курс огней, определяя, что они скоро появятся над изолированным участком пустыни. В настоящее время Софи продолжает опрашивать несколько сторон относительно исчезновения трио. Была обнаружена только брошенная машина группы и фотоаппарат с одной пленкой. Софи просматривает восстановленную пленку, показывающую начало путешествия группы, чтобы найти огни и обнаружить обугленный труп животного.
Когда запись заканчивается, Софи отказывается верить, что Джош не записал оставшуюся часть поездки. Она приходит к выводу, что у Джоша, должно быть, была вторая камера. Софи и Дэн посещают местную среднюю школу, где Эшли работала киноредактором и имела доступ к такому оборудованию. Однако у учителя кино нет никаких журналов, которые могли бы быть заполнены, что ставит Софи в тупик. Перед отъездом из Финикса она берет интервью у своих родителей, которые рассказывают, что напряжение из-за исчезновения Джоша заставило их развестись. На следующий вечер Софи получает звонок от учителя, который утверждает, что нашел что-то. Она возвращается в Финикс и получает коробку, которая была отправлена в школу несколько лет назад, прежде чем быть помещенной на хранение. Софи и Дэн открывают коробку и обнаруживают сильно поврежденную камеру. Дэн умудряется извлечь пленку из камеры, прежде чем посмотреть ее вместе с Софи.
Затем фильм переходит к Софи после просмотра ленты, явно обезумевшей от ее содержания. Затем она связывается с капитаном военно-воздушной базы люк для интервью. Однако по прибытии капитан вступает в конфронтацию с Софи, в то время как Дэн ждет с камерой в машине. Затем Софи возвращается и утверждает, что капитан приказал ей «не выпускать отснятый материал». Дэн спрашивает Софи, что делать дальше, и Софи бросает на него решительный взгляд. Затем пленка разрезается на содержимое восстановленной ленты, содержащее оставшуюся часть пленки.
Последний фильм начинается через несколько минут после того, как Джош, Эшли и Марк находят обугленный труп. Троица продолжает свой путь через пустыню и поднимается на холм. Между тем, Эшли и Марк, кажется, становятся ближе, к большому презрению Джоша. Прождав на вершине холма несколько часов, троица видит вдалеке одинокий огонек. Свет колеблется в течение нескольких минут, прежде чем ускориться вдоль горизонта. Свет постепенно становится ярче и быстрее, прежде чем разрядить несколько меньших огней. Все огни впоследствии исчезают. Трио празднует свою запись, прежде чем отправиться обратно к машине. С наступлением ночи подростки теряются и теряют ориентацию. Марк отваживается в одиночку подняться на холм, чтобы попытаться обнаружить машину. После того, как он уходит, Эшли и Джош слышат громкий звук в отдалении, который, кажется, становится ближе. Затем за холмом появляется яркий свет, прежде чем пройти над ними. Марк возвращается, явно расстроенный, но, по-видимому, невредимый, утверждая, что нашел машину. Когда они возвращаются, Марк отказывается рассказывать, что он видел на вершине холма. Затем трио находит машину и пытается вернуться домой.
Пока они едут, позади машины появляется свет и преследует их. Они пытаются убежать до того, как свет выключает машину и исчезает. Не в силах починить машину, троица идет по дороге, пытаясь вернуться в город. По мере того как они идут, Марк начинает проявлять серьезные симптомы неизвестной болезни, включая кровотечение из носа, лихорадку и дезориентацию. Затем Марк утверждает, что слышал голоса, а затем бежит в пустыню, утверждая, что видит своего брата. Когда Эшли и Джош бегут за ним, свет возвращается, и Марк исчезает без следа. Эшли начинает паниковать, а Джош успокаивает ее. Затем они вдвоем замечают вдалеке свет дома и решают следовать за ним. По пути они обнаруживают еще больше обугленных трупов животных. Кроме того, Эшли также начинает проявлять те же симптомы, что и Марк, включая выпадение волос.
Продолжая идти, Эшли начинает слышать незнакомый звук. Затем она утверждает, что видела своего отца на расстоянии, прежде чем убежать с Джошем, следующим за ней. Когда они бегут, свет возвращается, вызывая молнии и сильный ветер вокруг них. Затем Джош захватывает источник света, который оказывается инопланетным кораблем, появляющимся в виде нескольких концентрических вращающихся колец. Затем Джош становится свидетелем того, как Эшли поднимают с земли, а затем похищают во вспышке света. Затем лента переходит к Джошу, прибывающему в заброшенный дом, все еще преследуемый инопланетным кораблем. Он пытается спрятаться в доме. Между тем, корабль вызывает взрыв различных приборов и гравитационное искажение. Джош начинает кричать, когда машина снимает крышу дома, а затем также быстро поднимает его с земли в мгновение ока, прежде чем камера отключается. Запись возобновляется, когда камера ловит краткий проблеск космоса, прежде чем упасть обратно на Землю. Камера приземляется, записывая закат в течение нескольких минут, прежде чем умереть, когда идут титры.

## В ролях
- Челси Лопес — Эшли
- Флоренс Хартиган — Софи
- Джастин Мэттьюз — Марк
- Люк Спенсер Робертс — Джош